# Четырёхконтактная схема

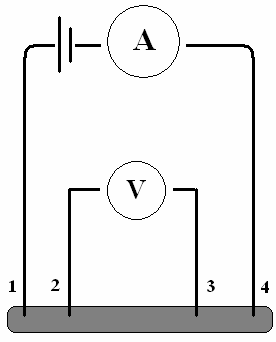
Четырёхточечное измерение сопротивления между клеммами 2 и 3 датчика напряжения. Ток подаётся через крайние соединения 1 и 4.

Четырёхконтактная схема — является схемой измерения электрического импеданса образца, которая использует отдельные пары токовых контактов и зондовых контактов для снятия напряжения, чтобы сделать более точные измерения, чем позволяет двухконтактная схема. Четырёхконтактный способ используется в некоторых омметрах и анализаторах импеданса, а также в проводке тензодатчиков и термометров сопротивления, термопарах. Четырёхточечные зонды также используются для измерения поверхностного сопротивления тонких плёнок (особенно тонких плёнок полупроводников).
Разделение электродов тока и напряжения исключает возможность измерения сопротивления проводов и контактов. Это преимущество для точного измерения низких значений сопротивления. Например, руководство по эксплуатации моста LCR рекомендует четырёхконтактную схему для точного измерения сопротивления ниже 100 Ом.
Четырёхзондовый метод также известный как зонд Кельвина в честь Уильяма Томсона, лорда Кельвина, который изобрёл мост Кельвина в 1861 году для измерения очень низких сопротивлений с помощью четырёхзондового метода. Каждое двухпроводное соединение можно назвать соединением Кельвина. Пара контактов, предназначенная для одновременного подключения пары «сила-датчик» к одному выводу или проводу, называется контактом Кельвина. Зажим, часто зажим типа «крокодил», который соединяет пару «сила-датчик» (обычно по одному на каждую челюсть), называется зондом Кельвина.

## Принцип работы

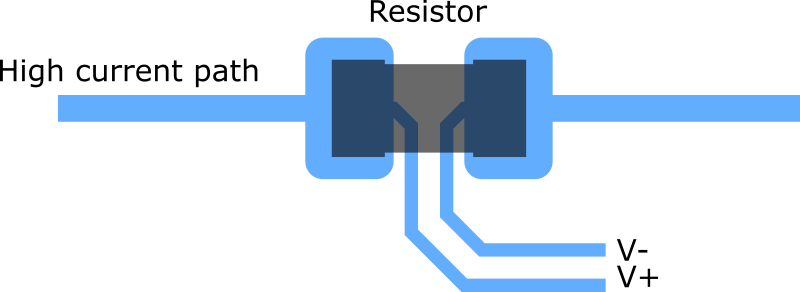
Пример схемы подключения по Кельвину

Когда используется соединение Кельвина, ток подаётся через пару токовых контактов (токоподводов). Они создают падение напряжения на импедансе, который необходимо измерить в соответствии с законом Ома V = IR . Пара сенсорных соединений (выводов напряжения) выполняется непосредственно рядом с целевым сопротивлением, так что они не дают вклада в падение напряжения на силовых выводах или контактах, из-за того, что к измерительному прибору почти не поступает ток.
Обычно измерительные провода располагаются как внутренняя пара, а силовые провода — как внешняя пара. Если поменять местами силовые и сенсорные соединения, это может повлиять на точность, потому что в измерение включено большее сопротивление проводов. Силовые провода могут пропускать большой ток при измерении очень малых сопротивлений, и они должны быть соответствующего размера; сенсорные провода могут быть небольшого диаметра.
Этот метод обычно используется в источниках питания низкого напряжения, где он называется дистанционным измерением, для измерения напряжения, подаваемого на нагрузку, независимо от падения напряжения в питающих проводах.
Обычно используют 4-проводное соединение с токоизмерительными шунтирующими резисторами с низким сопротивлением, работающими при высоком токе.
Для тонких плёнок используют метод ван дер Пау для вычисления сопротивления.

## Трёхточечное подключение
В варианте используется три провода с отдельными выводами нагрузки и датчиков на одном конце и общим проводом на другом. Падение напряжения в общем проводе компенсируется предположением, что оно такое же, как и в проводе нагрузки, того же размера и длины. Этот метод широко используется в термометрах сопротивления, также известных как датчики температуры. Он не так точен, как 4-проводное измерение, но может устранить большую часть ошибок, вызванных сопротивлением кабеля, и достаточно точен для большинства приложений.
Другой пример — стандарт блока питания ATX, который включает в себя провод удалённого считывания, подключённый к 3.3 В линии питания на контакте 13 разъёма, но где нет сенсорного соединения для заземляющих проводов.